# 瑙恩峰
瑙恩峰（Naunspitze）是奥地利蒂罗尔州境内皇帝山脉北部的一座山峰，高1633米。从瑙恩峰西部望去，瑙恩峰是主峰的第一座山峰，在其南边是近乎笔直的悬崖；而在其北边则是埃布斯附近因河河谷（Inn valley）畔高耸的陡峭岩石面。瑙恩峰附近最近的一座高峰是高度为1745米的彼得克普峰（Petersköpfl）。彼得克普峰和瑙恩峰仅由一狭小的风谷（wind gap）隔开。

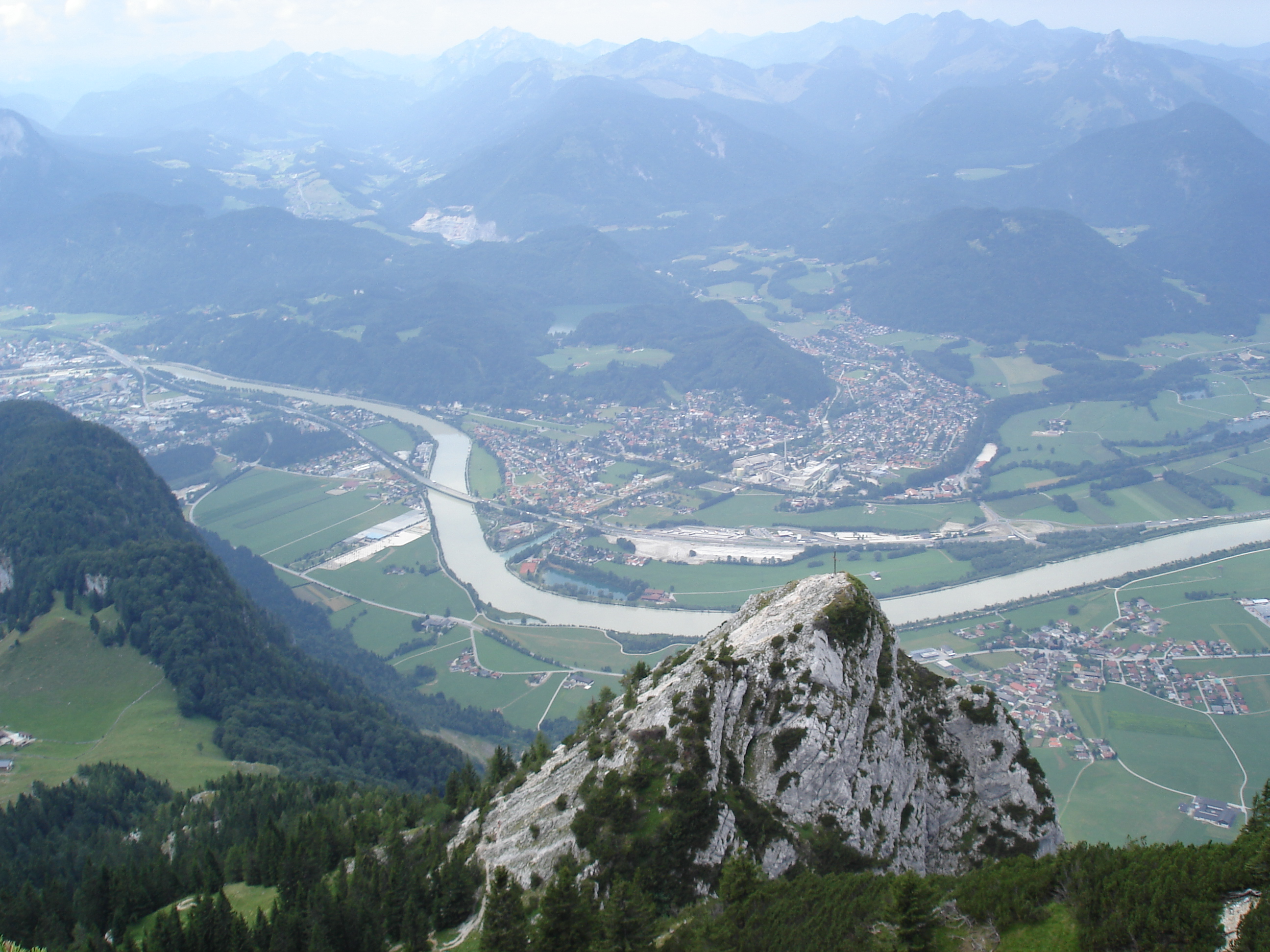
从彼得克普峰（Petersköpfl）远望瑙恩峰，以及位于德国基费尔斯费尔登的因河河谷（Inn valley）

## 登山
从前皇宫木屋（Vorderkaiserfeldenhütte）出发可在45分钟左右轻松登上瑙恩峰西南边。如果从彼得克普峰（Petersköpfl）出发则仅需20分钟左右。